# Бухта Провидіння (аеропорт)
Бухта Провидіння  (рос. Аэропорт «Бухта Провидения») (IATA: PVS, ICAO: UHMD) — невеликий аеропорт на Чукотці, Росія, розташований за 3 км на південний захід від Провіденія. 
Обслуговує переважно малі транспортні літаки. 
Бетонний перон має чотири паркувальних місця.

## Військова історія
В 1954 була побудована злітно-посадкова смуга з твердим покриттям завдовжки 2500 м, що могла підтримувати полк винищувачів і розгортання реактивних бомбардувальників. 

Це привернуло інтерес американської розвідки, оскільки Провідіння був найближчим радянським військовим аеродромом до Сполучених Штатів.  
До 1964 року навколо аеродрому було виявлено щонайменше три зенітно-ракетні майданчики С-75 «Двина» (SA-2).

В 1960 — 1968 в аеропорту базувався підрозділ літаків МіГ-17 та МіГ-19

а також три гелікоптери Мі-4.  
Є неофіційні повідомлення про те, що в рамках військових навчань аеропорт приймав Ту-95.

## Авіалінії та напрямки
| Авіакомпанія | Пункт призначення |
| ------------ | ----------------- |
| Bering Air   | Чартер: Ном       |
| Chukotavia   | Анадир            |